# نوینگورس
نوینگورس (به آلمانی: Neuengörs) یک شهر در آلمان است که در زگه‌برگ واقع شده‌است. نوینگورس ۷۸۳ نفر جمعیت دارد.